# Riu d'Arinsal
Riu d'Arinsal är ett vattendrag i Andorra. Det ligger i parroquian La Massana, i den centrala delen av landet. Riu d'Arinsal mynnar i La Massana i floden Valira del Nord.
I trakten runt Riu d'Arinsal växer i huvudsak barrskog.